# Gerry Sikorski
Gerald Edward Sikorski dit Gerry Sikorski est un homme politique américain, né le 26 avril 1948. Membre du Parti démocrate-fermier-ouvrier, il représente le Minnesota au Congrès des États-Unis de 1983 à 1993.

## Biographie
Gerry Sikorski est d'origine polonaise. Diplômé de la faculté de droit de l'Université du Minnesota en 1973, il devient avocat à Stillwater. Il est élu au Sénat du Minnesota de 1976 à 1982.
En 1978, il tente sans succès d'être élu à Chambre des représentants des États-Unis. Quatre ans plus tard, après un redécoupage des circonscriptions, Sikorski est élu dans le 6e district du Minnesota face au républicain sortant Arlen Erdahl (en). Il est réélu en 1984, 1986, 1988 et 1990. Sikorski est politiquement classé au centre-gauche. Catholique pratiquant, il s'oppose à l'avortement comme aux coupes budgétaires dans les aides sociales.
Les circonscriptions du Minnesota sont à nouveau redécoupées après le recensement de 1990. Au printemps 1992, dans le cadre du House banking scandal (en), la presse révèle que Sikorski a eu plus de 697 découverts sur son compte bancaire à la Chambre des représentants. En novembre 1992, Sikorski ne rassemble que 33,2 % des voix face au républicain Rod Grams (44,4) et à l'indépendant Dean Barkley (16,1 %).